# Ne cvikaj generacijo
Ne cvikaj generacijo je album skupine Atomsko sklonište objavljen 1978. godine.

## O albumu
U proljeće 1978. godine pojavio se debitantski album Atomskog skloništa. Uz prve albume Timea i Drugog načina, to je jedan od najupečatljivijih prvijenaca ex-yu rocka.
Atomci su krenuli žestoko - glazba je klasični hard rock, a jedna su od rijetkih grupa koja nije koketirala s narodnim melosom. Dominiraju hard rock rifovi s upečatljivim klavijaturama, zadivljujućim vokalom i tvrdom produkcijom. Album je iznenadio kritičare svojim neobičnim konceptom i drugačijim pogledom na svijet. Tekstovi su bili nešto što tada (a ni kasnije) nije postojalo na prostorima bivše Jugoslavije. Tekstopisac Boško Obradović je na prvom albumu ponudio mnoštvo ozbiljnih i potresnih stihova. Za razliku od drugih grupa, koje su velikom većinom nudile ljubavne tekstove, Obradović je u svojim tekstovima obrađivao socijalne, političke i antiratne teme, i to na sebi svojstven način.
Na prvom albumu dominiraju proročanski tekstovi kojima su glavne teme ratovanja, nekontrolirani razvitak civilizacije, loše stanje u društvu i sl. Zatečeni kritičari rock glazbe oštro su napali orijentaciju grupe, nazivajući tekstove "banalnim" i "plitkim". Očigledno, u to vrijeme riječi "rat, rušenje, droga, neuroza, panika, psihoza, racija, ..." činile su se suviše dalekim i neshvatljivim za rock'n'roll umjetnost na tim prostorima. Petnaestak godina kasnije na Balkanu sve će biti drugačije, a ono o čemu je Boško Obradović pjevao postala je veoma surova stvarnost.
Kao hitovi s prvog albuma izdvojit će se nekoliko pjesama. Prije svih hard rock brojevi: "Kinematograf našeg djetinjstva", "Tko će tad na zgarištu reći", potresna priča "Saznao sam dijagnozu" te "Pomorac sam majko", glazbeno sigurno najimpresivnija sa snažnim gitarskim rifovima i izuzetnim solom na klavijaturama. Tekstualno najupečatljivija (pored recitacije "Od rata do rata") neslužbena je himna grupe: "Ne cvikaj generacijo" s interesantnim dječjim zborom u refrenima.
Pored zapaženijih brojeva tu su još i "Umro je najveći mrav" koja donosi sporiji tempo i laganiju glazbu s predivnim gitarskim uvodom, te snažan tekst o moralnim problemima u društvu. "Posljednji let Boeinga 707" (s odličnim uvodom na bas-gitari) daje zaokret k ljubavnoj temi i dotiče se hipi ideologije. "Otmica naše ljubavi" još je jedan žestoki hard rock broj, dok album zatvara melankolična "Nek vam je sa srećom".
Dizajn omota, rad Ivana Obrovca, također je malo remek djelo. Blago lice djeteta simbolizira Zemaljsku kuglu, a oko nje je sa svih strana očigledna opasnost. Po rubovima omota nanizano je 46 zastava država iz raznih dijelova svijeta. Jedina koja se leprša je zastava SFR Jugoslavije.

## Popis pjesama
1. Od rata do rata (1:12)
2. Ne cvikaj generacijo (5:06)
3. Tko će tad na zgarištu reći (2:58)
4. Saznao sam dijagnozu (4:12)
5. Umro je najveći mrav (5:39)
6. Pomorac sam majko (3:11)
7. Posljednji let Boeinga 707 (5:38)
8. Otmica naše ljubavi (3:15)
9. Kinematograf našeg djetinjstva (4:13)
10. Nek vam je sa srećom (4:00)

## Članovi grupe
- Sergio Blažić Đoser - Prvi vokal
- Bruno Langer - Bas gitara, vokal
- Dragan Gužvan - Gitara
- Eduard Kancelar - Klavijature, vokal
- Saša Dadić - Bubnjevi
- Rudolf Grum - Prateći vokali
- Boško B. Obradović - Recitacija
- Irena, Ljiljana i Elida Glad - Vokalna pratnja